# بالزک، آلبرتا
بالزک، آلبرتا (به انگلیسی: Balzac, Alberta) یک منطقهٔ مسکونی در کانادا است که در راکی ویو واقع شده‌است. بالزک ۱٬۰۸۰ متر بالاتر از سطح دریا واقع شده‌است.